# Janine Jansen
Janine Jansen, född 7 januari 1978 i Soest, är en nederländsk violinist.
Hon började studera violin vid 6 års ålder. Hennes far och båda bröder är också musiker. Hennes mor är sångerska och syster till bassångaren Peter Kooij. Jansen var elev till Coosje Wijzenbeek, Philippe Hirschhorn och Boris Belkin. Hon är gift med den svenske dirigenten Daniel Blendulf.
För tillfället (2022) har hon på lån fiolen Shumsky-Rode, byggd 1715 av Antonio Stradivari.

## Diskografi
- 2003 – Janine Jansen (debutalbum)
- 2005 – Vivaldi: The Four Seasons
- 2007 – Mendelsohn & Bruch: Violin Concertos
- 2007 – Bach: Inventions & Partitia (BWV 772–786)
- 2008 – Tjajkovskij: Violin Concerto
- 2008 – Beethoven & Britten: Violin Concertos
- 2010 – Beau Soir fransk musik tillsammans med Itamar Golan (piano)
- 2012 – Prokofjev: Violin Concerto No. 2
- 2013 – Bach Concertos
- 2015 – Brahms: Violin Concerto & Bartók: Violin Concerto No. 1
- 2016 – Michel van der Aa: Violin Concerto – Hysteresis
- 2017 – Messiaen: Quatuor pour la fin du temps
- 2021 – 12 Stradivari

### Översättning
Den här artikeln är helt eller delvis baserad på material från engelskspråkiga Wikipedia.